# Villy-le-Maréchal
Villy-le-Maréchal – miejscowość i gmina we Francji, w regionie Grand Est, w departamencie Aube.
Według danych na rok 1990 gminę zamieszkiwało 135 osób, a gęstość zaludnienia wynosiła 41 osób/km².

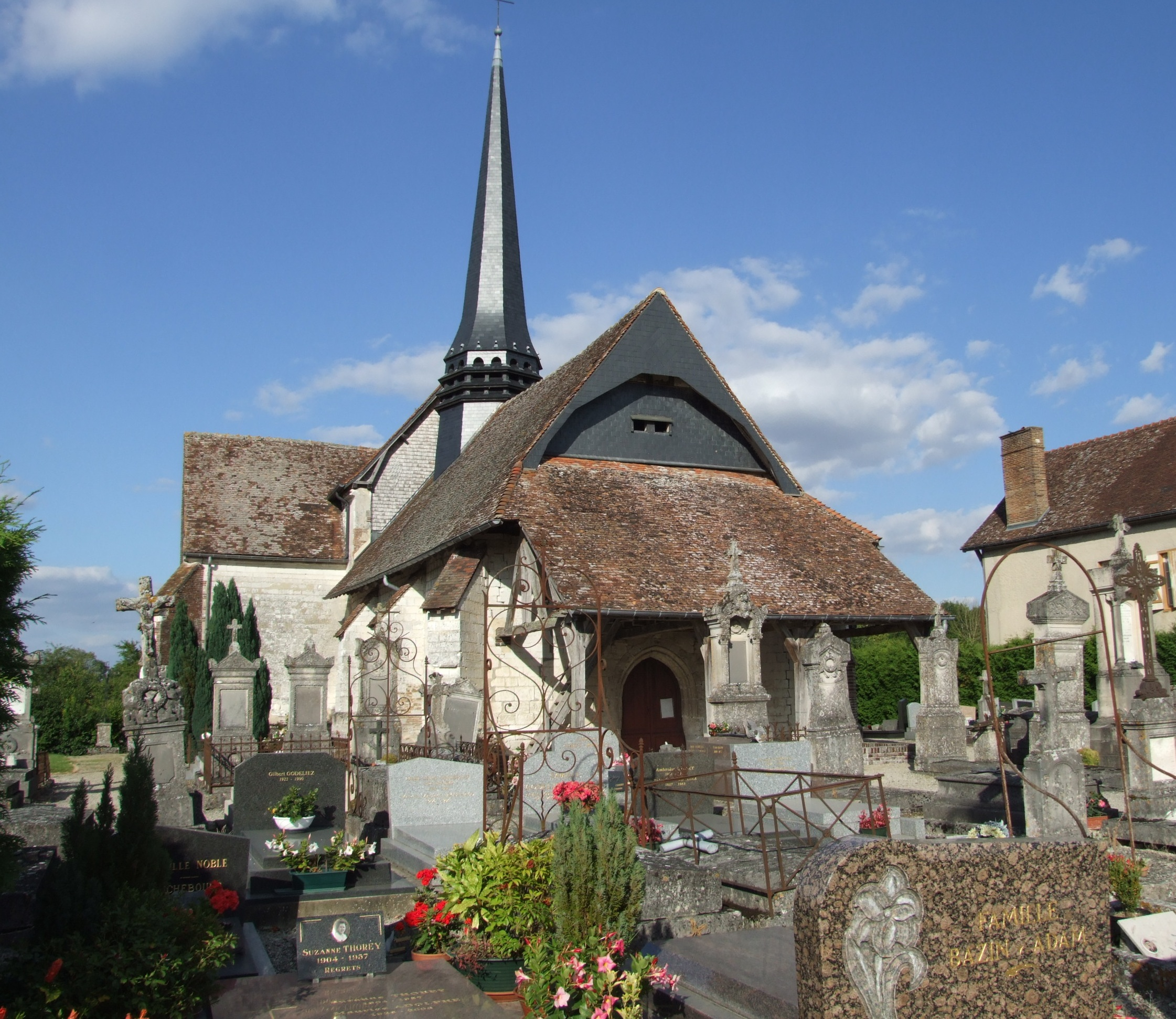
Kościół w Villy-le-Maréchal, 2008